# Sint-Rochuskapel (Echt)

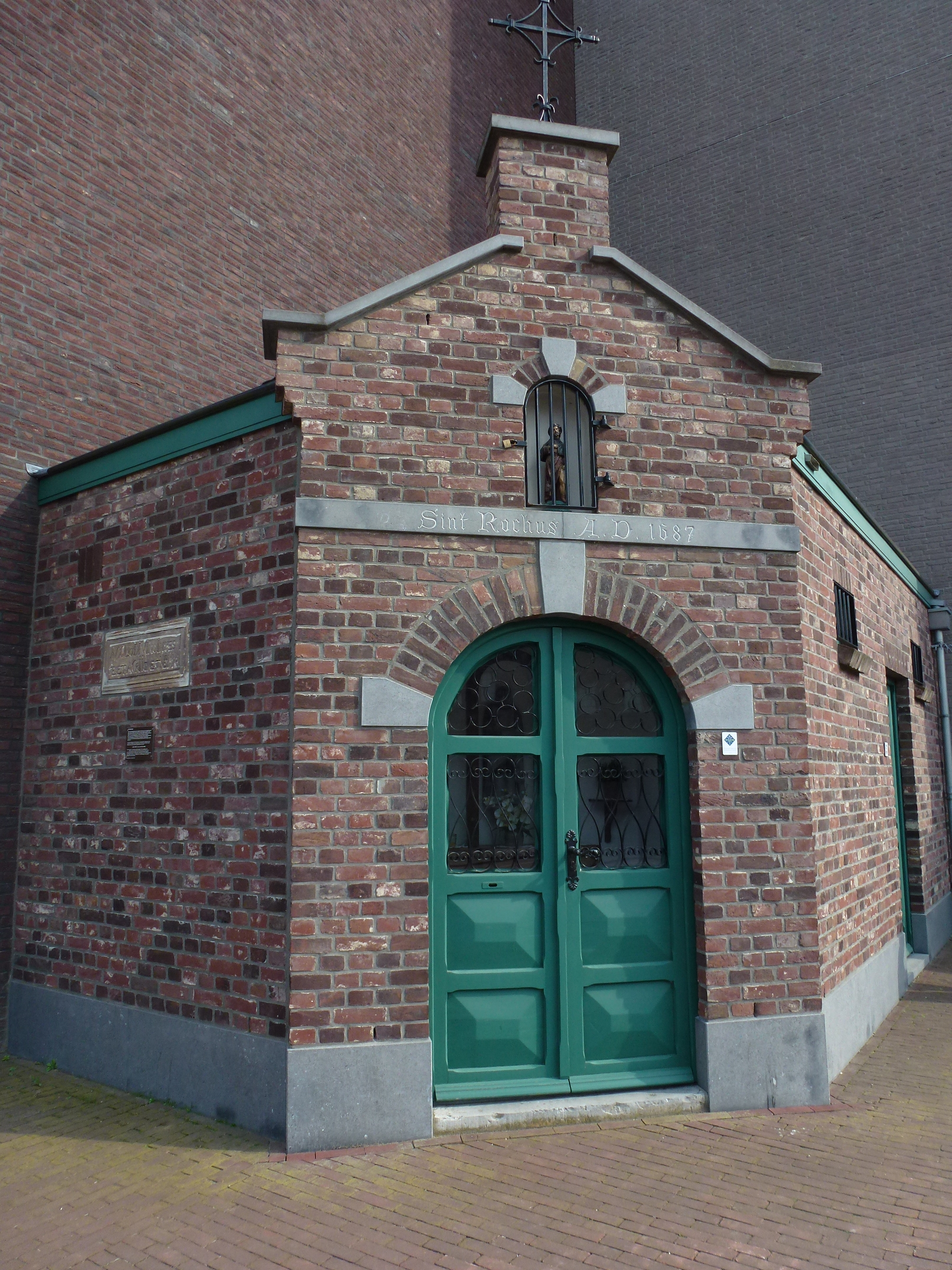
De Sint-Rochuskapel

De Sint-Rochuskapel is een kapel in Echt in de Nederlandse gemeente Echt-Susteren. De kapel staat aan de splitsing van de Aasterbergerweg met de Diepstraat en de Wijnstraat.
De kapel is gewijd aan de heilige Rochus van Montpellier.

## Geschiedenis
In 1646 werd de Sint-Rochuskapel gebouwd bij de Maeseyckerpoort bij de toegangsbrug over de stadsgracht en werd in oude bronnen het heyligen huysken op de brugge genoemd.
In het begin van de 18e eeuw, nadat de stadsgracht gedempt was, werd de kapel verplaatst. Op deze plek werd het in 1867 ingebouwd door het brandspuithuis en de gevanckenisse.
In 1910 brak men de kapel af en herbouwde men het als hoekpand op dezelfde plek. Naast de kapel werd er een brandweergarage, kleine gevangenis en veldwachterswoning gebouwd. De gevangenis was tot 1940 in gebruik.
In 1983 werd de kapel op initiatief van de buurtvereniging St. Rochus gerestaureerd, waarbij tevens het altaar werd vernieuwd en er een nieuw Rochusbeeldje werd geplaatst. Op 16 augustus 1983 werd de kapel opnieuw ingewijd.
In 2002 werd het complex afgebroken en in 2004 werd de kapel met de gevangenis tegen het nieuwe wooncomplex herbouwd. Op 6 maart 2005 werd de kapel opnieuw ingezegend.

## Gebouw
De in roodbruine bakstenen kapel opgetrokken kapel wordt gedekt door een verzonken zadeldak met pannen. De frontgevel en achtergevel zijn een tuitgevel met verbrede aanzet en schouderstukken met op de top van de frontgevel een smeedijzeren kruis. In de frontgevel bevindt zich de rondboogvormige toegang van de kapel die wordt afgesloten met een groene dubbele houten deuren met vensters. Boven de ingang is een gepleisterde band aangebracht met daarin de tekst Sint Rochus A.D. 1686. Boven deze band bevindt zich een rondboogvormige nis met vier tralies. In de nis staat een Rochusbeeldje dat de heilige toont gekleed als pelgrim, op zijn mantel en hoed een Jakobsschelp, zijn linkerbeen tonend met pestvlek en naast hem een hondje. In de linker zijmuur is een gevelsteen ingemetseld met een tekst met het jaartal 1687 als chronogram:

aUXILIo DIVIno In peste et aCrI Igne tUeMUr(Mogen wij door Gods hulp bevrijd blijven van pest en zware brand)

Van binnen is de kapel wit gestuukt. Op de achterwand staat op een console een hardstenen Rochusbeeldje dat de heilige toont met een kruis in zijn rechterhand en met zijn linkerhand houdt hij zijn gewaad omhoog en toont hij een pestvlek op zijn been.